# Pädagogische Rundschau
Die Pädagogische Rundschau ist eine der führenden pädagogischen Fachzeitschriften in deutscher Sprache und mit überdurchschnittlicher internationaler Verbreitung, die seit 1947 existiert. Begründet wurde sie von Joseph Antz, Bernhard Bergmann und Ilse Peters.
Sie ist an keinen Verband, keine Stiftung oder Institution gebunden und wird nicht subventioniert. Die Zeitschrift repräsentiert mit Forschungsbeiträgen, Berichten und Diskussionen disziplin- und methodenübergreifend den aktuellen Stand der Pädagogik und fördert Wissenschaftstransfer und Wissensaustausch. Sie informiert über pädagogische Publizistik und wissenschaftliche Neuerscheinungen und bietet Erziehungswissenschaftlern und dem wissenschaftlichen Nachwuchs Möglichkeiten zur Publikation von Forschungsergebnissen. Die Inhaltsverzeichnisse der jeweiligen Hefte sind online verfügbar. Einzelne Aufsätze sind über den Dokumentenserver peDOCS zugänglich. Die Zeitschrift wird regelmäßig im „Sozialwissenschaftlichen Literaturinformationssystem SOLIS“ des Informationszentrums Sozialwissenschaften ausgewertet.
Die Zeitschrift erscheint jährlich in sechs Heften in der Peter-Lang-Verlagsgruppe. Die Zusammenstellung der Hefte liegt in den Händen der Schriftleitung, die Rudolf Lassahn und Birgit Ofenbach an der Universität Koblenz-Landau, Campus Landau, bilden. Beide sind zugleich Mitherausgeber. Weitere Herausgeber der Zeitschrift sind Volker Bank, Renate Hinz, Eckard König, Andreas Nießeler, Sabine Seichter (Österreich) und Takahiro Tashiro (Japan).